# Jeremy Jackman
Jeremy Jackman (Londra, 22 aprile 1952) è un direttore di coro, compositore e arrangiatore britannico. Precedentemente aveva cantato come controtenore nel gruppo dei King's Singers.

## Biografia
Jackman è stato corista alla Cattedrale di San Paolo, Londra. Si è formato presso il Royal College of Music e la Hull University.
Si unì ai The King's Singers nel 1980, per poi tornare a lavorare come direttore di coro e direttore d'orchestra. È stato Maestro del Coro al Belfast Philharmonic Choir (1991-1997), del London Philharmonic Choir (1992-1994) ed è attualmente il direttore musicale dell'English Baroque Choir. Dirige anche come freelance, oltre a tenere corsi di perfezionamento per gruppi corali.

### Famiglia
I suoi fratelli sono Andrew Pryce Jackman (tastierista e arrangiatore con The Syn e Chris Squire) e Gregg Jackman (ingegnere del suono e produttore che ha lavorato con gli Yes e i Barclay James Harvest). Suo padre, Bill Jackman, suonava il clarinetto in "When I'm Sixty-Four", nella Sgt. Pepper's Lonely Hearts Club Band dei The Beatles.

## Esecuzioni

### Blackadder II
Mentre era membro del gruppo vocale a cappella The King's Singers, Jeremy Jackman cantò come contro-tenore alla fine di ogni episodio della seconda serie di second series of Blackadder.